# Will Voigt
William Bryant Voigt, detto Will (Burlington, 18 agosto 1976), è un allenatore di pallacanestro statunitense.